# Cambridge Theatre
Il Cambridge Theatre è un teatro del West End situato nel distretto londinese di Camden, in Inghilterra. 

## Storia

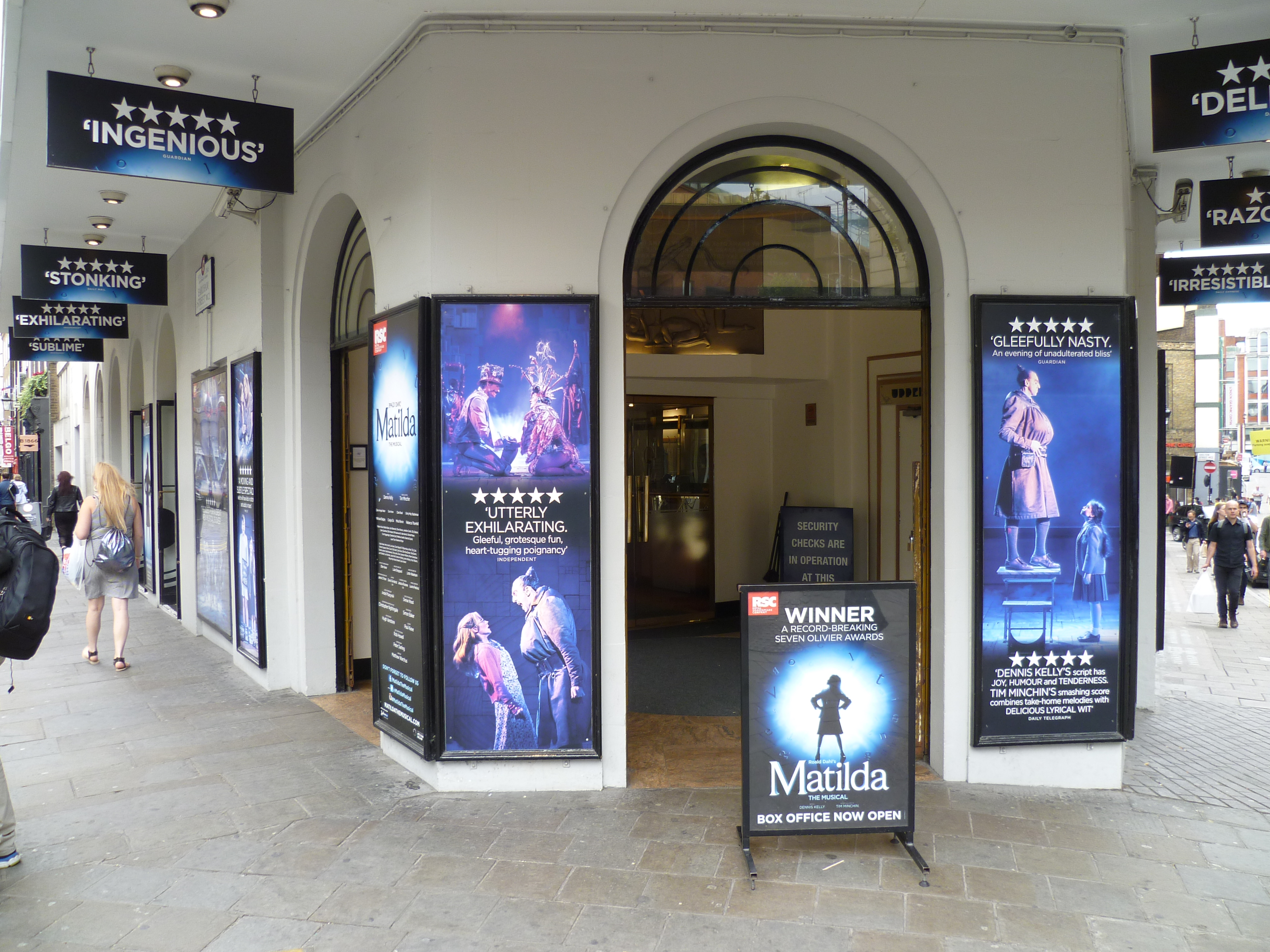
Entrata del teatro

Il teatro fu aperto al pubblico il 4 settembre 1930, per volere dell'impresario Bertie Mayer. Il Cambridge Theatre fu costruito in acciaio e cemento ed è caratterizzato da linee pulite nel design, segnando quindi un punto di rottura con la tradizione architettonica degli eccessi decorativi dei music halls e dei cinema dell'epoca. L'English Heritage ha lodato il Cambridge come un raro esempio di teatro londinese che ha adottato lo stile espressionista introdotto in Germania durante gli anni venti. Molti degli elementi originali art déco furono dipinti in rosso durante la restaurazione del 1950, perdendo quindi l'originale colore dorato e argentato. Il décor originale fu tuttavia ripristinato con il restauro del 1987 da parte di Carl Toms. Dal 1999 il teatro è riconosciuto come un monumento classificato di secondo grado. 
Gli allestimenti del Cambridge Theatre sono stati spesso caratterizzati da una breve permanenza in cartellone, a differenza della programmazione offerta da altri teatri del West End. I frequenti flop nella prima parte della sua attività, costrinsero i proprietari ad aprire il Cambridge ad altre attività e il teatro fu utilizzato come un cinema a più riprese durante gli anni 30 e ancora nel 1969. Il Cambridge ha tuttavia riscosso anche diversi successi nel corso degli anni, cominciando nel 1963 con il musical Half a Sixpence, rimasto in cartellone per quasi seicentosettanta repliche. Sempre importante, seppur più breve, fu il successo della messa in scena del musical Little Me, rimasto in scena per 334 rappresentazioni nel 1964. Nel 1979 il musical ospitò la prima britannica del musical di Kander ed Ebb Chicago, che si rivelò un successo da 590 rappresentazioni.
Dal 1989 al 1993 Return to the Forbidden Planet è andato in scena con successo al Cambridge, vincendo anche il Laurence Olivier Award al miglior nuovo musical, mentre tra il 1996 e il 1999 il teatro ha ospitato un revival di Grease. Dal 2003 al 2005 il musical Jerry Springer: The Opera calcò le scene del Cambridge, seguito da un mese di spettacoli del prestigiatore Derren Brown. Dal 2006 al 2011 il teatro ha ospitato gli ultimi cinque anni di repliche del revival di Chicago, debuttato all'Adelphi Theatre negli anni novanta. Dall'ottobre 2011 il teatro ospita ininterrottamente Matilda the Musical, che nell'aprile 2017 è diventato il musical più longevo nella storia del Cambridge.